# Paul Barz
Paul Barz (* 28. August 1943 in Leslau/Włocławek; † 5. Juni 2013 in Wentorf bei Hamburg) war ein deutscher Schriftsteller und Journalist.

## Leben
Nach dem Abitur in Hamburg und einer Verlagslehre war Barz bis 1981 Redakteur bei den Westermanns Monatsheften. Seit 1981 arbeitete er als freier Schriftsteller und Journalist. Er schrieb unter anderem für die Welt am Sonntag, das Hamburger Abendblatt und die Westdeutsche Zeitung.
Als Schriftsteller wurde er durch Hörspiele, Sachbücher und Biografien bekannt. Mit Büchern wie Der wahre Schimmelreiter und Storm in Schleswig-Holstein erwies er sich als hervorragender Kenner Theodor Storms, dessen Schimmelreiter er 1998 für eine Produktion des Ohnsorg-Theaters dramatisierte.
Als Bühnenautor hatte Paul Barz vor allem mit Mögliche Begegnung (UA in Berlin 1985 mit Ernst Schröder und Martin Held), dem fiktiven Treffen von Bach und Händel, einen internationalen Erfolg. Das Stück wurde bis heute in über hundertzwanzig Inszenierungen gezeigt, in vierzehn Sprachen übersetzt und stand unter anderem jahrelang in Warschau und am Moskauer Künstlertheater im Repertoire. Gleichfalls ein Welterfolg in über einem Dutzend Sprachen wurde die Funkfassung Möglichkeiten einer Sternstunde.

## Werke

### Bücher
- Die Menschen von Versailles. Biographie eines Schlosses. 1973. Neuausgabe 1980
- Heinrich der Löwe. Biographie. 1977. Neuausgabe 1987
- Götz Friedrich. Abenteuer Musiktheater. 1978
- Motiv Geschichte. Berühmte Gemälde und berühmte Ereignisse. 1981
- Der wahre Schimmelreiter. Geschichte einer Landschaft und ihres Dichters Theodor Storm. 1982. Neuausgabe 2000
- Zar und Zimmermann. Oper für Kinder. 1982
- Bach Händel Schütz. Meister der Barockmusik. 1984
- Doktor Struensee. Rebell von oben. 1985 (übersetzt ins Dänische)
- Theodor Storm und Schleswig-Holstein. 1988
- Menschen auf Sylt. 1988
- Mein Norddeutschland. 1993
- Theodor Storm. Wanderer gegen Zeit und Welt. Biographie. Aufbau Verlag 2004
- Die Gegenspieler. Friedrich Barbarossa und Heinrich der Löwe. Lübbe Verlag 2005
- Mozart. Prinz und Papageno. Ein biographischer Roman. "Premium"-Reihe DTV 2005
- Ich bin Bonhoeffer. Roman eines glaubwürdigen Lebens. Gütersloher Verlagshaus 2006
- Christoph Columbus. Monografie. April 2006
- Heinrich der Löwe. Sein Leben und seine Zeit. München 2008
- Händel. Romanbiographie. Gütersloh 2008
- Baltischer Herbst. Eine Familie im Osten. Reinbek 2013

### Theater (Auswahl)
- Mögliche Begegnung, UA: Berlin 1985
- Der wahre Störtebeker, UA: Hamburg 1986
- Nie sollst du mich befragen, UA: Hamburg 1986
- Der Butler ist immer der Mörder (nach E. Wallace), UA: Stuttgart 1988
- Karoline letzter Akt, UA: Celle 1992 (Auftrag der Stadt Celle)
- Der Schimmelreiter (nach Storm), UA: Hamburg 1998
- Hoppla, jetzt kommt Hans! Hans Albers-Abend mit Jasper Vogt, 1999
- Ich bin ein Star. Musical nach einer Idee von B. Waldmann, UA: Tournee 2000/2001
- Dall trifft Albers. Nimm mich mit, Kapitän. Hans Albers-Abend mit Karl Dall, 2002
- La Paloma ade, UA: Hamburg 2003
- Der fliegende Holländer (nach Richard Wagner), UA: Hamburg 2006
- Viva Verdi, UA: Tschechien 2006
- Ein Haus nach Maß. UA Bensheim 2012
- Onkel Max. UA frei
- Doppeldiva. Ein Spiel um eine Begegnung zwischen Zarah Leander und Marlene Dietrich. UA frei

### Rundfunkarbeiten
- Requiem für Josephine, Hörspiel, 1967
- Die schwarze Villa, Hörspiel, 1969
- Der Einzug, Hörspiel, 1969
- Laudatio, Hörspiel, 1970
- Die Nachfolger, Hörspiel, 1971
- Mit Francesco leben, Funkerzählung, 1971
- Das Wolfsspiel, Hörspiel, 1972
- Der Vampirreport, Hörspiel, 1973
- Mordsspaß, Hörspiel, 1974
- Oblonski vor der Tür, Hörspiel, 1974
- Schädlingsbekämpfung, Hörspiel, 1975
- Mordgedanken, Hörspiel, 1976
- Verkehrsstau, Hörspiel, 1976
- Schreckmümpfeli, Kurzhörspielserie, ab 1976
- Die Kümmerin, Hörspiel, 1977
- Sie werden nichts von mir hören!, Kurzhörspiel, 1978
- MacGuffin, Hörspiel, 1979
- Eine Frau allein, Kurzhörspielserie, ab 1979
- Das misslungene Mündel, Hörspiel, 1980
- Die sizilianische Vesper, Hörspiel, 1981
- Bahnfahrt Hademarschen/Husum, Hörspiel, 1983
- Möglichkeiten einer Sternstunde, Hörspiel, 1985
- Rache für Störtebeker, Hörspiel, 1986
- Gralserzählung, Hörspiel, 1986
- Retter der Königin, Hörspiel, 1989
- Viva Verdi!, Hörspiel, 1991
- Just oder das Soldatenglück, Hörspiel, 1994
- Bombenrolle, Hörspiel, 1997
- Abendschein am Wolfgangsee, Hörspiel, 1999
- Ewige Jagdgründe. Hörspiel, NDR 2003
- Der Schimmelreiter (nach Storm), NDR 2005
- Titelverteidigung, WDR 2005
- Großer Bruder Fritz, ein Hörspiel um Friedrich den Großen und seinen Bruder Heinrich, RBB 2012

### Als Herausgeber
- Ein anderes Leben wagen. 2000 Jahre alternative Daseinsformen. 1984
- Wo die Musen frieren. 20 norddeutsche Künstlerbiographien. 1987